# Enteroscopia
A enteroscopia é um procedimento minimamente invasivo que utiliza um endoscópio para a visualização direta do intestino delgado. Etimologicamente, a palavra poderia potencialmente se referir a qualquer endoscopia intestinal (entero- + -scopia), mas idiomática é convencionalmente restrita à endoscopia do intestino delgado, em distinção da colonoscopia, que é a endoscopia do intestino grosso.
Como o intestino delgado pode frequentemente ser uma fonte de patologia, a endoscopia do intestino delgado pode ser uma técnica diagnóstica e terapêutica útil. A esofagogastroduodenoscopia, também chamada de endoscopia digestiva alta, vai até o primeiro segmento do intestino delgado, o duodeno, mas os dois próximos, o jejuno e o íleo, requerem outros métodos. A visualização do intestino delgado sempre representou um desafio para os gastroenterologistas, devido à dificuldade física de atingir regiões mais distais do intestino delgado. Com o advento das formas mais recentes de enteroscopia, como o tipo de balão duplo, a visualização de todo o trato é finalmente uma realidade prática em pelo menos alguns casos, embora ainda seja tecnicamente exigente.
Os gastroscópios tradicionais geralmente podem visualizar o duodeno proximal e distal nas mãos de endoscopistas experientes, mas são limitados devido ao comprimento do instrumento. Colonoscópios pediátricos ou, às vezes, enteroscópios dedicados, que são muito mais longos que os gastroscópios padrão, podem visualizar o jejuno proximal. Esta técnica é conhecida como enteroscopia push. Devido ao comprimento do intestino delgado, com média de quatro a seis metros no adulto, a enteroscopia por push ainda não é eficaz para visualizar adequadamente grandes porções do intestino delgado.
A cápsula endoscópica sem fio provou ser a investigação endoscópica de escolha para a visualização de todo o intestino delgado. Uma câmera de vídeo do tamanho de uma pílula de 11 x 26 milímetros é engolida pelo paciente e aproximadamente oito horas de vídeo são transmitidas sem fio para um receptor usado pelo paciente. O procedimento é indolor, bem aceito pelos pacientes e oferece altíssima precisão. É limitado pela incapacidade de obter biópsias e, portanto, é considerado uma ferramenta puramente diagnóstica.
Técnicas mais recentes, incluindo endoscopia com balão único e duplo, foram desenvolvidas para superar alguns desses problemas, mas são limitadas pela duração do procedimento e pela necessidade de sedação profunda ou anestesia geral. A enteroscopia espiral é uma nova técnica que utiliza um overtube com espirais elevadas afixadas no enteroscópio que é girado para avançar o enteroscópio profundamente no intestino delgado. Cada uma dessas três plataformas de enteroscopia oferece precisão e eficácia semelhantes, mas não tem ampla disponibilidade.